# 李顺玉 (排球运动员)
李顺玉（1955年9月28日—）是一名韩国前排球运动员。她在1976年蒙特利尔夏季奥林匹克运动会中，随韩国国家队参加了女子排球比赛并获得铜牌。